# Gilbert-Antoine de Saint Maxent
Gilbert Antoine de Saint Maxent (1724-8 août 1794) est un négociant et officier français qui joua un rôle important dans le développement de la Louisiane française.

## Biographie
Gilbert-Antoine de Saint Maxent est né le 8 août 1724 à Longwy dans le bailliage de Longwy.
En 1747, il embarque pour la Louisiane française et s'installe à La Nouvelle-Orléans. Il s'engage dans l'armée française.
En 1749, il se marie avec Élisabeth La Roche, puis ouvre une agence commerciale dans la vente de fourrure. 
En 1753, le gouverneur de la Louisiane française, Louis Billouart de Kerlerec, le nomme colonel de l'armée royale. Il défendit le territoire louisianais des attaques anglaises, des Amérindiens Chickasaw durant la guerre de Sept Ans.
En 1755, le gouverneur Kerlerec lui octroie des droits exclusifs pour le commerce avec les Amérindiens à l'ouest du fleuve Mississippi. Avec son compatriote français Pierre Laclède, ils fondent une société de commerce, la Compagnie Maxent-Laclède. Tous les deux fondent alors la ville de Saint Louis.
Gilbert-Antoine de Saint Maxent fut l'un des premiers Français à faire allégeance au nouveau gouverneur espagnol Antonio de Ulloa lors de la période sous domination espagnole. Ulloa fut même choisi comme parrain d'une de ses filles de Maxent. Maxent conclut des contrats d'approvisionnement avec les frégates espagnoles. Pendant la rébellion de La Nouvelle-Orléans en 1768, contre la domination espagnole, les insurgés métis et créole emprisonnent Maxent dans sa plantation du 25 au 29 octobre, ainsi que Ulloa qu'ils relâchent et le contraint à quitter la ville pour retourner en Espagne. 
En janvier 1769 Maxent essaie de contrecarrer les efforts déployés par les révoltés dans l'enrôlement des Indiens d'Amérique pour lutter contre toute tentative par les Espagnols pour reconquérir La Nouvelle-Orléans. 
En août 1769, le nouveau gouverneur espagnol de la Louisiane, Alejandro O'Reilly rétablit la domination espagnole sur le territoire de Louisiane. La même année Maxent marie sa fille au nouveau gouverneur espagnol de la Louisiane Luis de Unzaga y Amézaga.
Durant la guerre d'indépendance des États-Unis, Maxent est nommé à la tête d'une milice pour lutter contre les forces britanniques. Il participe à la prise de Fort Bute ainsi qu'à la bataille de Bâton-Rouge.
En 1782, il se rend en Espagne pour obtenir des concessions de la part du roi Charles III d'Espagne, y compris avoir la permission d'importer des esclaves. 
En rentrant en Louisiane en 1782, ses deux navires et l'équipage furent capturés par les Britanniques et envoyé à Kingston, en Jamaïque, où Maxent fut placé en résidence surveillée et ses hommes mis en prison.
Après le traité de Paris de 1783, la fortune de Maxent s'est rapidement dégradée. Il fut compromis dans un trafic d'or avec Cuba. Ses titres et ses biens furent mis sous embargo. S'ensuivit la destruction de ses entrepôts de La Nouvelle-Orléans durant le grand incendie de 1788. Enfin il fut de nouveau arrêté par le gouverneur espagnol Esteban Rodríguez Miró.
Le gouverneur espagnol Francisco Luis Hector de Carondelet le rappela au service de l'armée pour l'aider à construire le fort San Felipe. Carondelet le promu au grade de brigadier général, mais Maxent mourut en 1794.